# August Schillinger
August Schillinger (* 21. September 1876 in Miesbach; † 8. September 1939 in Falenica bei Warschau) war ein deutscher Diplomat. Nach einer Reihe von Tätigkeiten an verschiedenen deutschen Konsulaten leitete Schillinger ab 1931 das Konsulat Krakau, ab 1938 als Generalkonsul. Nach dem deutschen Überfall auf Polen wurde er von den anderen Konsulatsmitarbeitern getrennt und zuletzt am 8. September 1939 lebend in polnischer Obhut in Falenica bei Warschau gesehen. Am 19. November 1940 wurde er für tot erklärt. Man ging aufgrund der Indizienlage davon aus, dass er von seinen polnischen Begleitern während eines Transports ermordet worden war.

## Leben
Der Sohn des Gutsbesitzers und Fischereikonsulenten für Bayern, Alfred Schillinger, legte 1895 auf dem Maximiliansgymnasium München das Abitur ab. Vom 1. Oktober 1895 bis zum 30. September 1896 leistete er als Einjährig-Freiwilliger seinen Militärdienst. Im Jahr 1900 wurde er Leutnant, 1911 Oberleutnant der Reserve.
Von 1896 bis 1900 studierte Schillinger Jura, Naturwissenschaft und Philosophie in Ludwig-Maximilians-Universität München und Erlangen. Er legte am 12. Juli 1900 sein Erstes und im Dezember 1903 sein Zweites juristisches Examen ab. Ab dem 1. August 1900 stand er im bayerischen Justiz- und Verwaltungsdienst. Von November 1904 bis 1905 war er Hilfsarbeiter bei der Handels- und Gewerbekammer für Oberbayern in München.
Am 18. August 1903 wurde Schillinger in den Auswärtigen Dienst für die konsularische Laufbahn einberufen. Ab Februar 1906 war er in der Abteilung II (Handelspolitik) des Auswärtigen Amts beschäftigt und von Mai bis Juli 1907 an der Akademie für Sozial- und Handelswissenschaften in Frankfurt am Main tätig. Nach einem kurzen Aufenthalt am Konsulat in Paris im August 1907, war Schillinger ab dem 10. August 1907 am Konsulat in Chicago. Am 9. Februar 1908 erhielt er den Charakter eines Vizekonsuls.
Seine weitere diplomatische Laufbahn führte Schillinger im September 1912 als kommissarischen Leiter zum Konsulat Manila, wo er am 22. Januar 1913 eintraf. Am 24. September 1913 wurde er als kommissarischer Leiter an das Konsulat St. Louis abgeordnet, wo er am 17. November 1913 die Geschäfte aufnahm. Ab 17. März 1914 folgte die Abordnung ans Generalkonsulat Amsterdam, dessen kommissarische Leitung er am 3. Mai übernahm. Am 11. Juni 1914 wurde er zum Konsul von Panama ernannt. Diesen Posten trat er aber nicht mehr an, sondern übernahm 26. Juli 1914 die kommissarische Leitung des Konsulats in Fiume.
Im Juni 1915 wurde Schillinger zum Militärdienst einberufen. Im Rang eines Rittmeisters der Reserve diente er bis zum 22. Mai 1918. Am 18. Mai 1918 erhielt er die kommissarische Leitung des Konsulats in Schaffhausen. Im September 1918 wechselte er an das neu eingerichtete Konsulat in Rostow, bis es am 6. Februar 1919 geschlossen wurde.
Am 7. August 1919 erhielt Schillinger eine Außenhandelsstelle im Auswärtigen Amt. Am 14. Februar 1920 übernahm er die Leitung der Passstelle der  Diplomatischen Vertretung in Paris. Am 19. Februar wurde er zum Legationsrat und am 17. Oktober zum Gesandtschaftsrat II. Klasse befördert. Am 21. Januar 1921 wurde er in den einstweiligen Ruhestand versetzt. Vom 8. Dezember 1921 bis zum 22. August 1922 war Schillinger an der Botschaft in Washington kommissarisch beschäftigt. Ab 14. Februar 1923 arbeitete er kommissarisch im Auswärtigen Amt, unter anderem beim Kommissar für die Gemischten Schiedsgerichthöfe und die Staatsvertretungen. Ab dem 4. November 1924 war er kommissarisch an der Gesandtschaft in Warschau tätig und leitete dort bis zum 2. Januar 1930 die Passabteilung.
Nachdem Schillinger ab dem 29. Januar 1930 in der Abteilung V. (Recht) des AA eingesetzt war, übernahm er am 9. Mai 1930 die kommissarische Leitung des Wahlgeneralkonsulats Reykjavík. Am 26. Januar 1931 erhielt er die zunächst kommissarische Leitung des Konsulats in Krakau, die er bis zum 1. September 1939 innehatte. Er wurde am 3. Juni 1932 zum Konsul II. Kl. und am 5. März 1934 zum Konsul I. Kl. befördert. Ab dem 29. November 1938 lautete seine Amtsbezeichnung Generalkonsul. Seit dem 1. Dezember 1937 war Schillinger Mitglied der NSDAP.
Während der Evakuierung der Konsulatsmitarbeiter nach dem deutschen Überfall auf Polen am 1. September 1939 wurden Schillinger und seine Sekretärin Ruth Jurek von ihren Kollegen getrennt. Ermittlungen ergaben, dass die beiden nach Warschau gebracht und dort inhaftiert worden seien. Am 7. September wurden sie in Falenica, einem heutigen Stadtteil im Südosten Warschaus, offenbar dem örtlichen Stadtkommandanten übergeben. Am folgenden Tag, dem 8. September, wurden die beiden zuletzt lebend gesehen. Angeblich sollten sie mit einem Militärkonvoi nach Otwock transportiert werden. Nach anderen Angaben sollten sie mit einem Auto in Begleitung von zwei polnischen Beamten nach Otwock gefahren werden. Jedenfalls kamen Schillinger und seine Sekretärin nie dort an. Auf Grund zahlreicher Indizien ging das deutsche Amtsgericht, das August Schillinger und Ruth Jurek nach einem Jahr ohne Lebenszeichen am 19. November 1940 für tot erklärte, davon aus, dass die beiden von ihren Begleitern ermordet wurden. Als Datum und Ort des Todes wurden festgestellt: „8. September 1939 in der Nähe von Falenica (Polen)“.